# Macaranga puncticulata
Macaranga puncticulata är en törelväxtart som beskrevs av Andrew Thomas Gage. Macaranga puncticulata ingår i släktet Macaranga och familjen törelväxter.

## Underarter
Arten delas in i följande underarter:
- M. p. puncticulata
- M. p. tenuiramea